# 99e régiment d’infanterie
Das 99e régiment d’infanterie (zeitweise auch 99e régiment d’infanterie alpin, 99. Gebirgs-Infanterieregiment) war ein als Régiment Royal Deux-Ponts (Königliches Regiment Zweibrücken) aus Ausländern angeworbenes Infanterieregiment im Dienste des Königs von Frankreich. Es war ein sogenanntes Fremdenregiment (Régiment étranger) und bestand bis 1791 überwiegend aus deutschsprachigen Söldnern.  Der Zusatz Royal sagte aus, dass es ein Regiment der Krone war, der Regimentsinhaber (Colonel) war somit der König selbst und es wurde von einem Colonel en second militärisch geführt. Aufgestellt im Jahre 1757, wurde es am 1. Januar 1791 in „99e régiment d’infanterie“ (99e RI) umbenannt. Es bestand mit Unterbrechungen bis zu seiner Auflösung im Jahre 1997. Während der Feldzüge der französischen Revolution und des Ersten Kaiserreichs zeichnete es sich besonders aus und fand auch lobende Erwähnung für seine Einsätze in der Endphase des Zweiten Weltkrieges.

## Geschichte

### Fahnen und Uniformen des königlichen Regiments

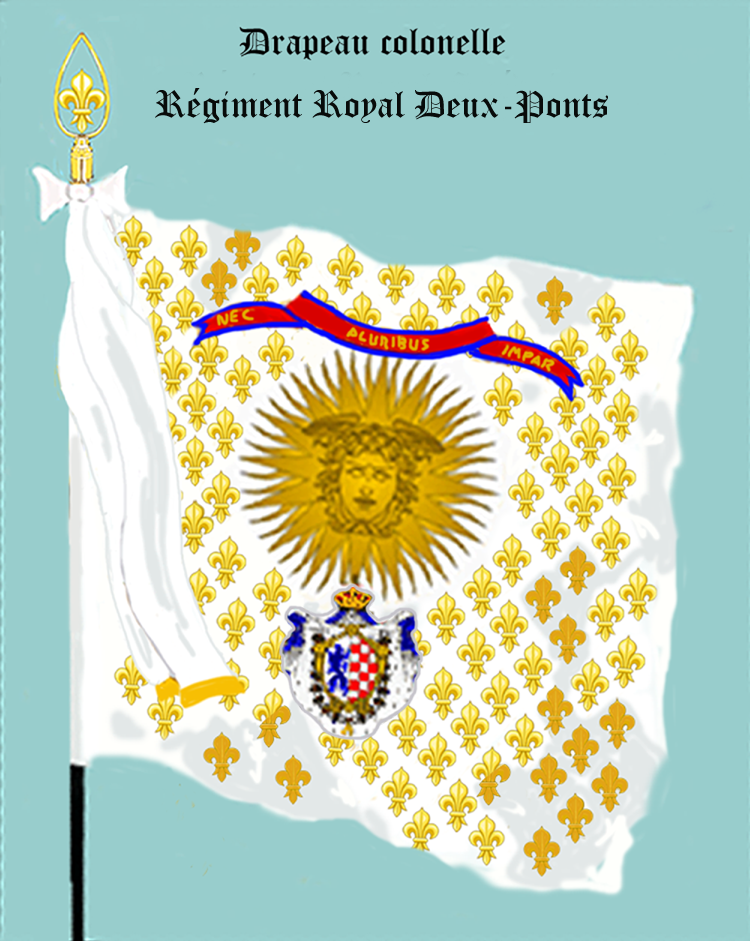
Leibfahne bis 1791
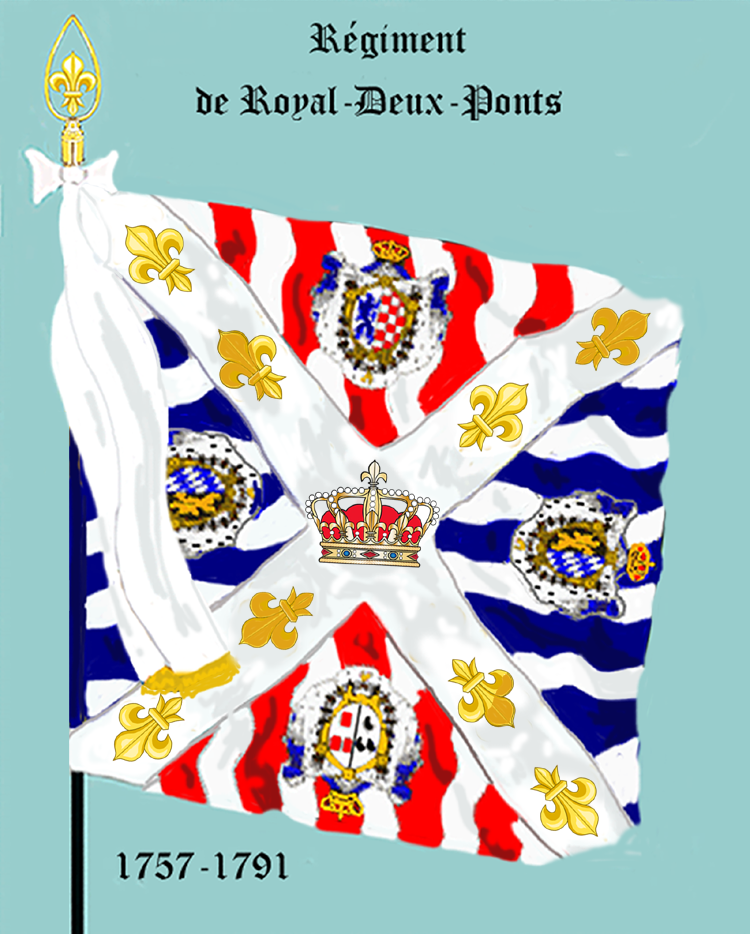
Ordonnanzfahne bis 1791
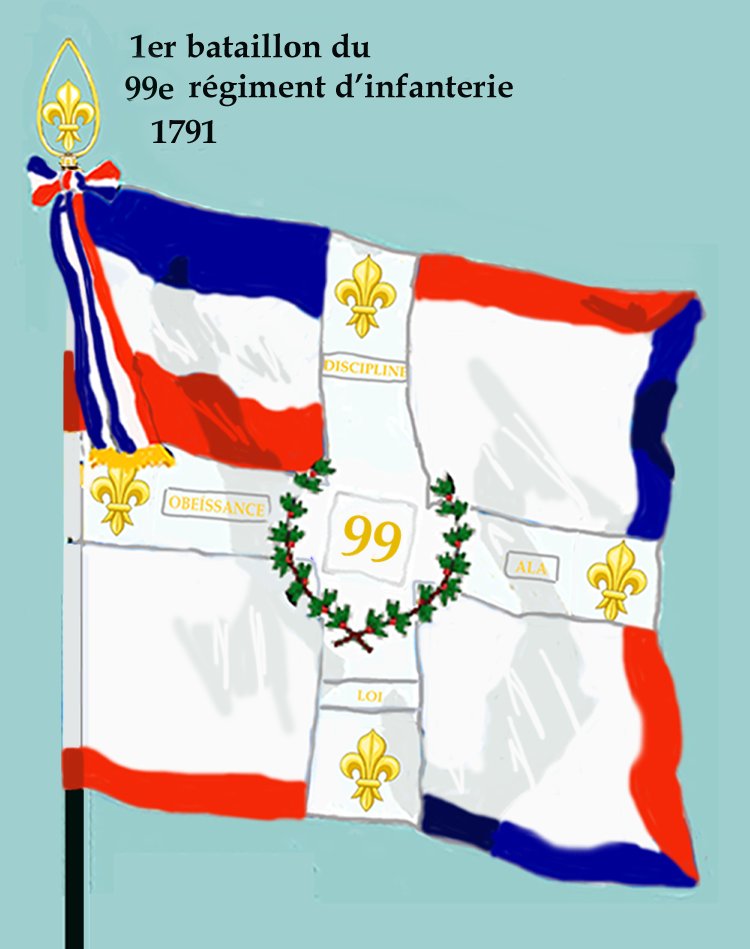
1. Bataillon 1791 bis 1793
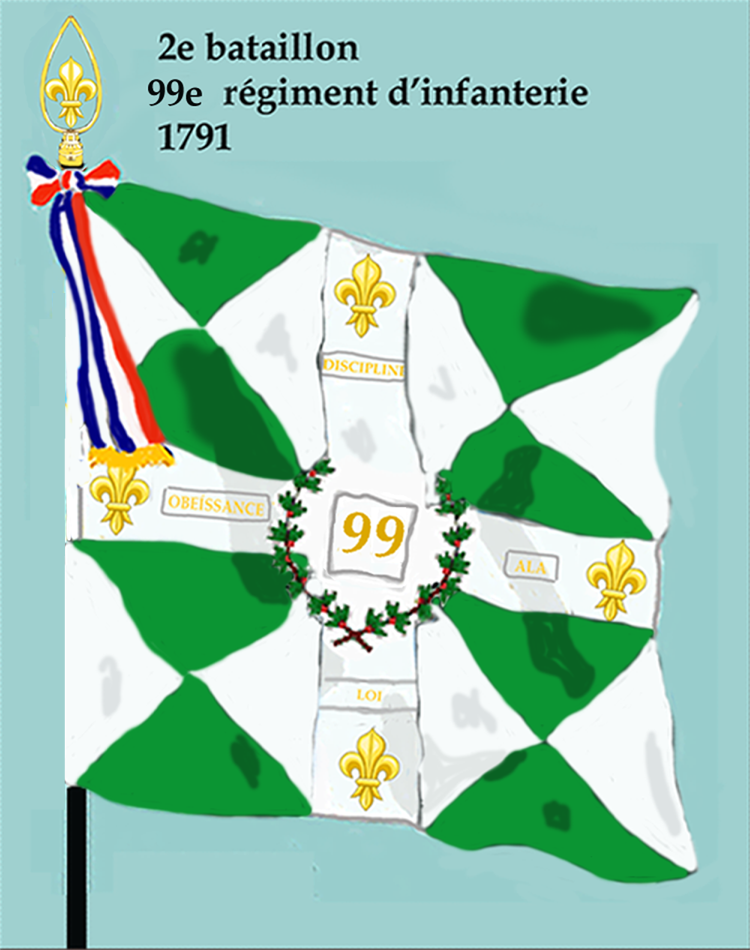
2. Bataillon 1791 bis 1793
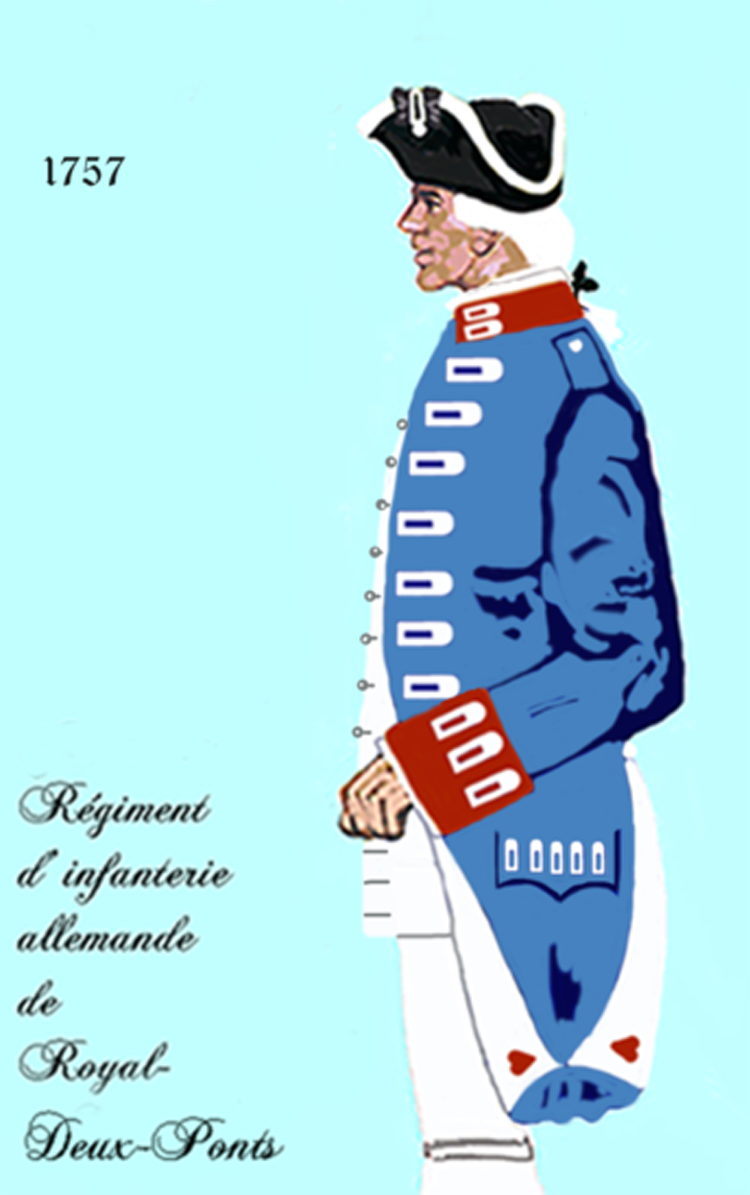
1757
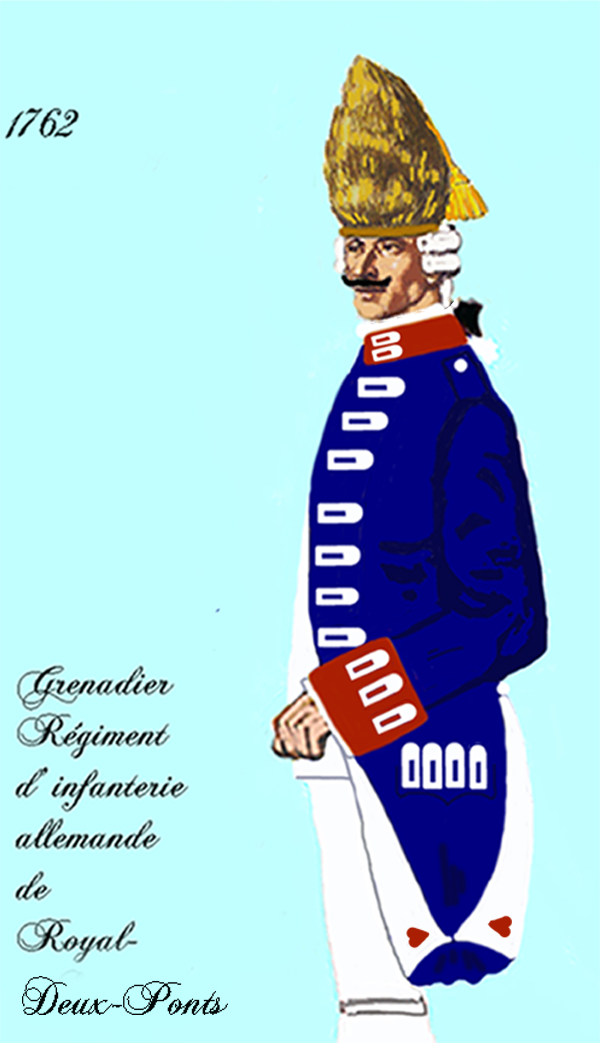
1762–1776
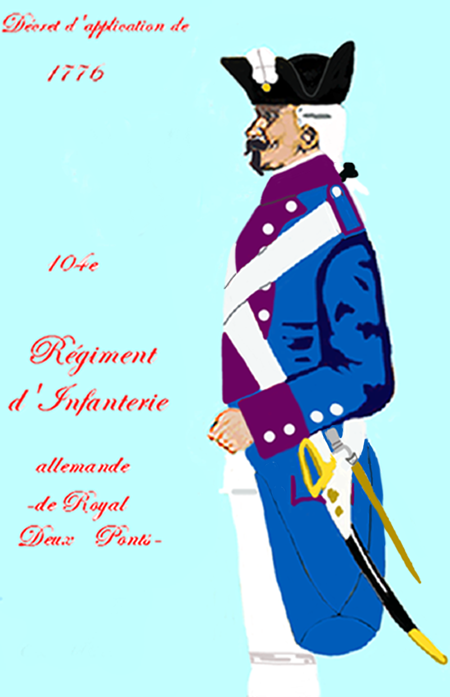
1776–1791
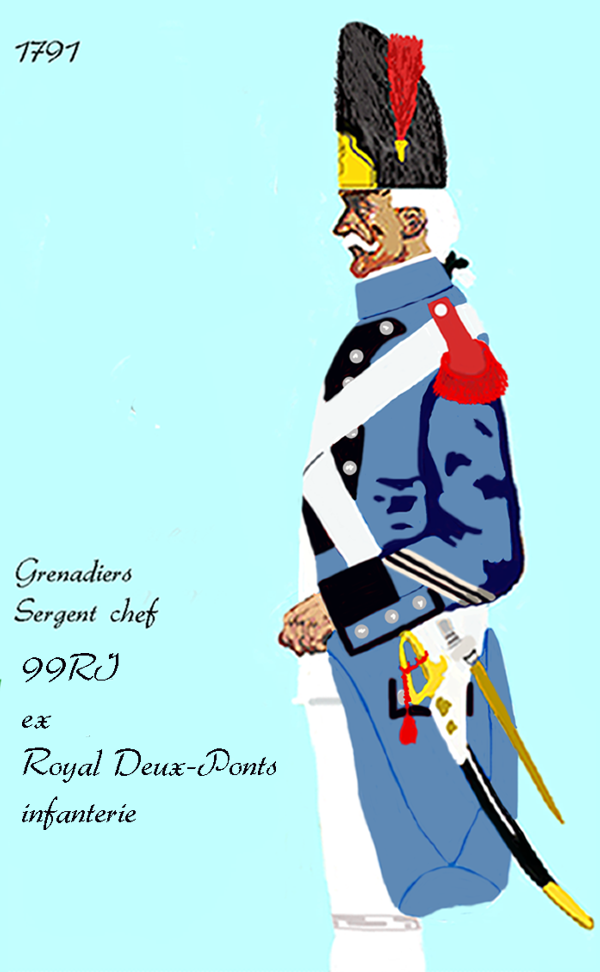
1791–1792

Die Geschichte des Regiments begann schon sechs Jahre vor seiner eigentlichen Gründung im März 1751 mit dem Abschluss eines Freundschaftsbundes zwischen dem Königreich Frankreich und dem Herzogtum Pfalz-Zweibrücken. Im Vertrag vom 7. April 1756 verpflichtete sich Herzog Christian IV. von Zweibrücken-Birkenfeld zur Aufstellung eines « corps de deux mille hommes d’infanterie » (Korps von 2000 Mann Infanterie) für den französischen König; als Gegenleistung wurden Christian Subsidien in Höhe von 80.000 Gulden jährlich zugesagt. Aufgrund der Königlichen Verordnung vom 19. Februar 1757, die Aufstellung eines deutschen Infanterieregimentes unter dem Namen Royal Deux-Ponts betreffend wurde das Regiment aufgestellt. Die Verhandlungen am Hofe führte der Zweibrücker Gesandte Georg Wilhelm von Pachelbel, sowie der erste Kommandeur des Regimentes, Karl Christian Wilhelm von Closen. Die Werbung begann bereits im September 1756, am 1. April 1757 trat das «Régiment Royal Deux-Ponts» in den Dienst. Es war in den Anfangstagen rund um Homburg und Zweibrücken stationiert. In der Rangliste der Infanterieregimenter wurde ihm die Nummer 91 zugewiesen.

## Tradition
Die Geschichte des «24e régiment d’infanterie légère» ist untrennbar mit der des «99e régiment d’infanterie» verbunden, da es dessen Namen und Tradition fortführte.

### Gliederungsgeschichte bis 1803
- 1757: Aufstellung des Régiment royal Deux-Ponts
- 1. Januar 1791: Mit Entscheidung der Nationalversammlung verlor es das königliche Attribut und hieß von da an 99e régiment d’infanterie. Am 21. Juli wurde es zu einem französischen Regiment erklärt und verlor den Status eines Fremdenregiments.
- 1793: Premier amalgame; Umgliederung in

177e demi-brigade aus :
1. Bataillon des 99e régiment d’infanterie (vormals Régiment Royal Deux-Ponts)
1er bataillon de volontaires du Haut-Rhin
3e bataillon de volontaires du Bas-Rhin
Bei der „Zweiten Zusammenlegung“ wurde das 1. Bataillon und das 2. Bataillon der 177e demi-brigade in die „102e demi-brigade de deuxième formation“ (wurde 1804 zum 102e régiment d’infanterie) und das 3. Bataillon in die „92e demi-brigade de deuxième formation“ (wurde 1804 zum 92e régiment d’infanterie) eingegliedert.
178e demi-brigade aus :
2. Bataillon des 99e régiment d’infanterie
6e bataillon de volontaires du Nord
7e bataillon de volontaires de la Seine-Inférieure
Bei der „Zweiten Zusammenlegung“ wurde sie in die „17e demi-brigade de deuxième formation“ (wurde 1804 zum 17e régiment d’infanterie) eingegliedert.
- 1814: Nach der Ersten Restauration wurde das Regiment mit der gesamten Napoleonischen Armee im September 1814 von König Louis XVIII. entlassen. In den französischen Regimentslisten wird es für 1815 als „vacant“ bezeichnet.

### Geschichte des «24erégiment d’infanterie légère»
- Mai 1796 : Aufstellung der 24e demi-brigade légère
- 1803: Umbenennung in 24e régiment d’infanterie légère
- 1814: Auflösung
- 1840: Wiederaufstellung
- 1855: Nachdem die Definition der leichten Infanterie aufgegeben worden war, wurde das 24e IRL in 99e régiment d’infanterie umbenannt.

### Organisatorische Ereignisse des 99eRI nach 1855
- 1914: Bei der Mobilmachung stellte es sein Reserveregiment, das «299e régiment d’infanterie» auf.
- 1997: Auflösung in Sathonay-Camp im Département Rhône

## Mestres de camp/Colonels
Mestre de camp war von 1569 bis 1661 und von 1730 bis 1780 die Rangbezeichnung für den Regimentsinhaber und/oder für den mit der Führung des Regiments beauftragten Offizier. Die Bezeichnung „Colonel“ wurde von 1721 bis 1730, von 1791 bis 1793 und ab 1803 geführt. 
Nach 1791 gab es keine Regimentsinhaber mehr.
Sollte es sich bei dem Mestre de camp/Colonel um eine Person des Hochadels handeln, die an der Führung des Regiments kein Interesse hatte (wie z. B. der König oder die Königin), so wurde das Kommando dem „Mestre de camp lieutenant“ (oder „Mestre de camp en second“) respektive dem „Colonel-lieutenant“ oder „Colonel en second“ überlassen.
- 1781 : Marquis de Custine – Colonel
- 1791: Louis-Amable de Prez – Colonel
- 1792: Jean-Christophe Wisch – Colonel (**)
- 12. März bis 7. Oktober 1793: Jean François Leval – Colonel (**);

(…)
- 21. August 1863 bis 6. August 1870: Louis Albert Chagrin de Saint-Hilaire – Colonel
- 1870–1876: François Gouzil – Colonel
- 1898–1902:Charles Anglade – Colonel
- 1905–1908: Joseph Louis Alphonse Baret – Colonel
- Januar bis November 1914: Paul Joseph Hyacinthe Mignot – Lieutenant-colonel Mignot (**)
- 1916–1923 : Colonel Borne
- September 1939 : Colonel Lacaze

Offiziere mit einem Stern markiert, erreichten später den Rang eines Général de brigade – mit zwei Sternen markiert den Rang eines Général de division.
Der Colonel Wisch wurde am 2. März 1792 verwundet.

## Garnisonen von 1871 bis 1914
- 1871–1873 : Nîmes
- 1873 : Gap, Embrun, Briançon
- 1874 : Montélimar
- 1875–1885 : Lyon, Vienne
- 1885–1889 : Lyon, Romans
- 1889–1893 : Lyon
- 1893–1896 : Gap, Mont-Dauphin
- 1896–1902 : Lyon, Bourgoin
- 1902–1905 : Gap, Mont-Dauphin, Ubaye et Queyras
- 1905–1914 : Lyon, Vienne

## Gefechtskalender des Régiment Royal Deux-Ponts, dann 99eRI (1757–1803)

### Siebenjähriger Krieg
- 1759 : Schlacht bei Bergen
- 1760 : Gefecht bei Korbach
- 1761 : Schlacht bei Vellinghausen

### Amerikanischer Unabhängigkeitskrieg
Am 27. März 1780 wurde das Regiment dem Expeditionscorps zugewiesen, das den Unabhängigkeitsbestrebungen der britischen Kolonien in Nordamerika zu Hilfe gesandt wurde. Diese insgesamt 6000 Mann standen unter dem Kommando von Jean-Baptiste-Donatien de Vimeur, comte de Rochambeau. Am 4. April 1780 in Brest eingeschifft, erreichte das Regiment mehr als drei Monate später Newport. Kommandeur war der Graf von Zweibrücken-Forbach. Die Einheit setzte sich zu 60 % aus Deutschstämmigen und zu 40 % aus Elsaß-Lothringern zusammen.
In der Nacht vom 14. auf den 15. Oktober 1781 spielten die Grenadiere des Regiment Deux-Ponts eine wichtige Rolle bei der Eroberung der Redoute Nr. 9, einer Schlüsselstellung im Abwehrsystem der britischen Festung Yorktown (Virginia), deren Kapitulation am 19. Oktober erfolgte. Das Regiment, das entscheidend am Ausgang der Schlacht teilgenommen hatte, verließ Nordamerika im Juli 1783.
- 26. September bis 19. Oktober 1781: Schlacht von Yorktown unter der Führung von Christian von Zweybrücken

### Revolutionskriege
Bei der Armée du Nord :
- 1792 : Verfolgung der Preußen nach der Kanonade bei Valmy, Schlacht bei Jemappes
- 1793 : Gefecht bei Blaton, Schlacht bei Neerwinden

Bei der «Armée de Moselle» :
- 1793 : Schlacht bei Kaiserslautern

Bei der «Armée de Sambre-et-Meuse» :
- 1794 : Schlacht bei Fleurus

Bei der «Armée d’Italie» :
- 16. April 1794 : Gefecht an der Ponte-di-Nova
- 26. Mai 1794 : Gefecht bei Sotta
- 21. September 1794 : Gefecht bei la Rochetta
- 22. November 1795 : Schlacht bei Loano
- Italienfeldzug 1796–1797 :

Gefecht bei Voltri, Schlacht bei Millesimo, Schlacht bei Dego und Schlacht bei Montenotte, Gefecht bei Fombio, Schlacht bei Borghetto
Bei der «Armée de Sambre-et-Meuse» :
- 1796: Feldzug in Deutschland:

Schlacht bei Limburg und Schlacht bei Altenkirchen, Gefecht bei Neuhof
Bei der «Armée d’Italie» :
- 1799 : Schlacht bei Trébie, Schlacht bei Bassignana, Schlacht bei Novi, Schlacht bei Fossano und Schlacht bei Mondovì
- 1800 : Schlacht bei Var und Gefecht am Mincio

## Gefechtskalender des 24erégiment d’infanterie legere (1796–1814 und 1840–1855)
Aus Gründen der besseren Übersicht ist auf einen Fließtext zugunsten einer chronologischen Reihenfolge verzichtet worden.

### Kriege der Révolution und des Empire
Bei der «Grande Armée» :
- 1805 :
  - Schlacht bei Nördlingen
  - Schlacht bei Austerlitz
- 1806 : Feldzug in Preußen und Polen
  - Schlacht bei Jena
- 1807 :
  - Schlacht bei Eylau
  - 5. Juni: Gefecht bei Lomitten
  - Schlacht bei Heilsberg
  - Schlacht bei Friedland
- 1809 :

- - Schlacht bei Abensberg
  - Schlacht bei Eckmühl

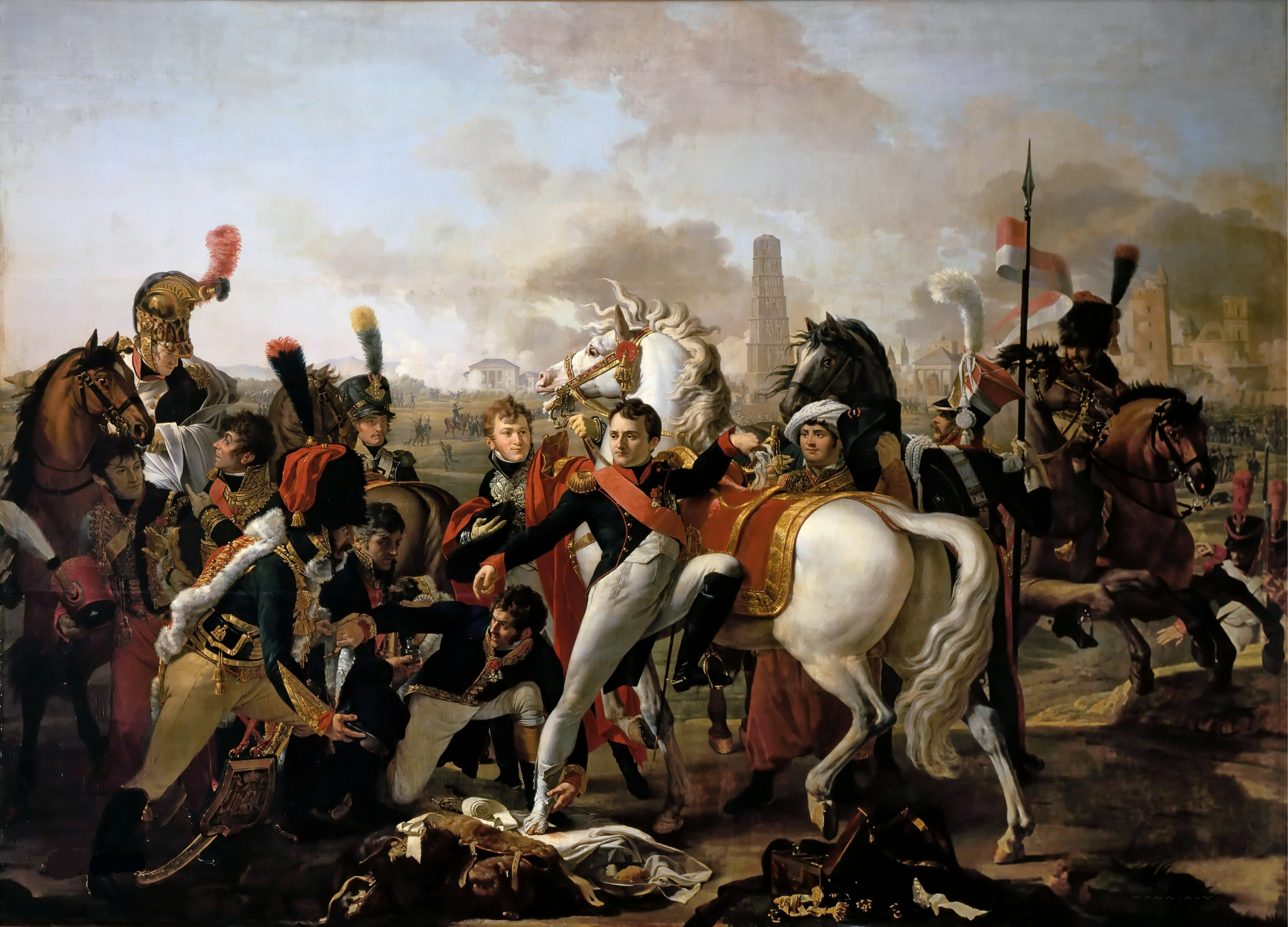
Napoleon in der Schlacht bei Regensburg

  - 19.–23. April Schlacht bei Regensburg
  - Schlacht bei Wagram
  - Schlacht bei Aspern
- 1812 :
  - Schlacht an der Moskwa
- 1813 : Feldzug in Deutschland
  - Schlacht um Dresden
  - Völkerschlacht bei Leipzig
- 1814 :
  - Schlacht bei Brienne

### 1840–1855
- 23.–26. Juni 1848 : Niederschlagung des Juniaufstandes in Paris

### Wieder als 99eRI

#### Zweites Kaiserreich
- 1855 bis 1859: Teilnahme an der Eroberung von Algerien
- Sardinischer Krieg: Dem 5. Corps zugeteilt, war es an keinen Kampfhandlungen beteiligt.
- Garnisonen : Saint-Malo, Laval und Saint-Brieuc.
- Französische Intervention in Mexiko :

Belagerung von Puebla, Schlacht bei Aculcingo (hier erhielt es Das Kreuz der Ehrenlegion verliehen)
- 1865–1870: Garnison in Lyon
- Deutsch-Französischer Krieg:

6. August 1870: Schlacht bei Wörth
September 1870 : Schlacht bei Sedan

### Erster Weltkrieg
Bei Ausbruch des Ersten Weltkriegs lag das Regiment in Lyon und Vienne in Garnison. Es gehörte zur 55e Brigade d’Infanterie; in der 28e Division d’Infanterie; im 14e Corps d’Armée.
1914
- Kämpfe in den Vogesen

1915
- März : Das Rekrutendepot des 99e RI stellte das «414ee régiment d’infanterie»[3] auf.
- 28. September bis 6. November: Herbstschlacht in der Champagne

1916
- Schlacht um Verdun

1917
- Schlacht am Chemin des Dames

1918
- Kämpfe in Belgien

### Zweiter Weltkrieg
Im September 1939 wurde in Lyon und Modane das Regiment unter der Bezeichnung 99e RIA (régiment d’infanterie alpine, 99. Gebirgs-Infanterieregiment) wieder aufgestellt. Kommandeur war der Colonel Lacaze. Es gehörte zur «28e DIAlp» (Division d’infanterie alpine - 28. Gebirgsdivision) und wurde an der Grenze zu Italien eingesetzt. Vom November 1939 bis zum April 1940 lag es dann im nördlichen Elsaß. Kurzzeitig in die Region Poligny verlegt, wurde es am 18. Mai 1940 zum le Chemin des Dames kommandiert, wo es bereits 23 Jahre zuvor gekämpft hatte. Nach dem Waffenstillstand wurde die Einheit aufgelöst, um im Dezember 1944 an der Alpenfront neu aufgestellt zu werden. Die Kämpfe im Rahmen der Widerstandsarmee «Ain-Jura» sind auf der Fahne des Regiments verewigt.

### Nach 1945
Zwischen 1945 und 1968 war der Fortbestand der Einheit ungewiss. Einmal in Regiments- dann wieder nur in Bataillonsstärke gab es die meisten seiner Angehörigen an das «25e bataillon de chasseurs à pied» (25. Bataillon Jäger zu Fuß) ab, das 1954 für den Feldzug in Tunesien aufgestellt wurde. Im November 1954 stellte das Regiment für den Einsatz in Algerien ein Marschbataillon auf, das «99e bataillon d’infanterie marche algerienne» 99e BMIA – 99. Algerien-Infanterie-Marschbataillon, das im September 1955 zu einem kurzen Einsatz in Marokko kam. Am 1. Oktober 1955 wurde es zur Aufstellung des «15e bataillon de chasseurs alpins» (15e BCA – 25. Alpenjägerbataillon) verwendet. Mit diesem Datum endete das Engagement des 99e RI in Nordafrika. Von da an agierte das « neuf-neuf » in der Hauptsache nur noch als Ausbildungseinheit für die nach Algerien bestimmten Soldaten, sowie als Unterstützungsverband für die «8e région militaire» (8. Militärregion).
Am 1. Oktober 1968 wurde die Rumpfeinheit zum letzten Male in den Sollbestand versetzt und als «99e régiment d’infanterie» aktiviert. Durch die neue Aufgabenstellung wurde es aus der Gebirgstruppe herausgelöst. Im Jahre 1978 führte es die Aufstellung eines gekaderten Reserveregiments, des «299e régiment d’infanterie» durch. Zwischen 1982 und 1986 wurden mehrere Detachements in den Libanon abgestellt. Zwischen 1992 und 1993 führte es seinen letzten Auslandseinsatz in Bosnien durch. Ende Mai 1997 wurde das Regiment im Zuge der Verkleinerung des Heeres und dem Wegfall der Wehrpflicht aufgelöst.
Am 31. Mai 1997 wurde das «99e RI» -umgangssprachlich « neuf-neuf » oder auch « régiment de Lyon » genannt, aus der «Ordre de bataille de l’armée de terre» (Schlachtordnung der französischen Armee) gestrichen. Vom Königreich bis zur 5. Republik, hatte das «Régiment Royal Deux-Ponts» dann «99e RI» seine Spuren auf den Schlachtfeldern ganz Europas, in Nordamerika, in Nordafrika und in Mexiko hinterlassen. Es hatte in zwei Weltkriegen gekämpft und war an Sicherungsmissionen im Libanon und auf Neukaledonien beteiligt.

## Regimentsfahne
Auf der Rückseite der Regimentsfahne sind (seit Napoleonischer Zeit) in goldenen Lettern die Feldzüge und Schlachten aufgeführt, an denen das Regiment ruhmvoll teilgenommen hat.

## Auszeichnungen
Das Fahnenband
ist mit dem Croix de la Légion d’honneur für die Eroberung einer feindlichen Standarte 1862 bei Aculcingo, Mexiko;
mit dem Croix de guerre 1914–1918  als Auszeichnung für zwei ehrenvolle Erwähnungen im Armeebefehl
und mit der Fourragère  in den Farben des Croix de guerre 1914–1918 dekoriert

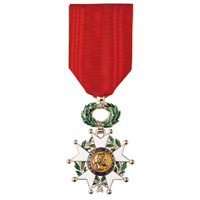
Ehrenlegion
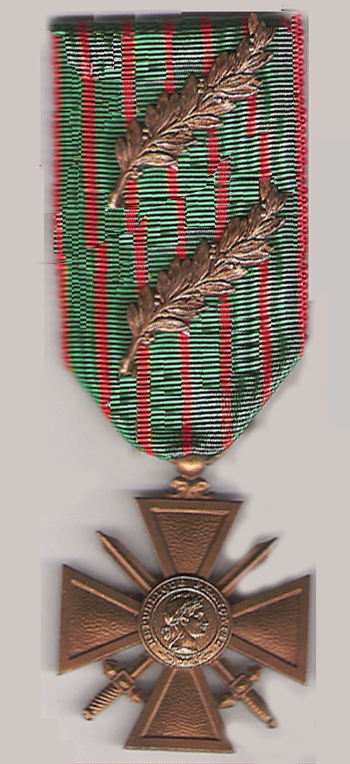
Croix de guerre 1914–1918 mit zwei Palmenzweigen
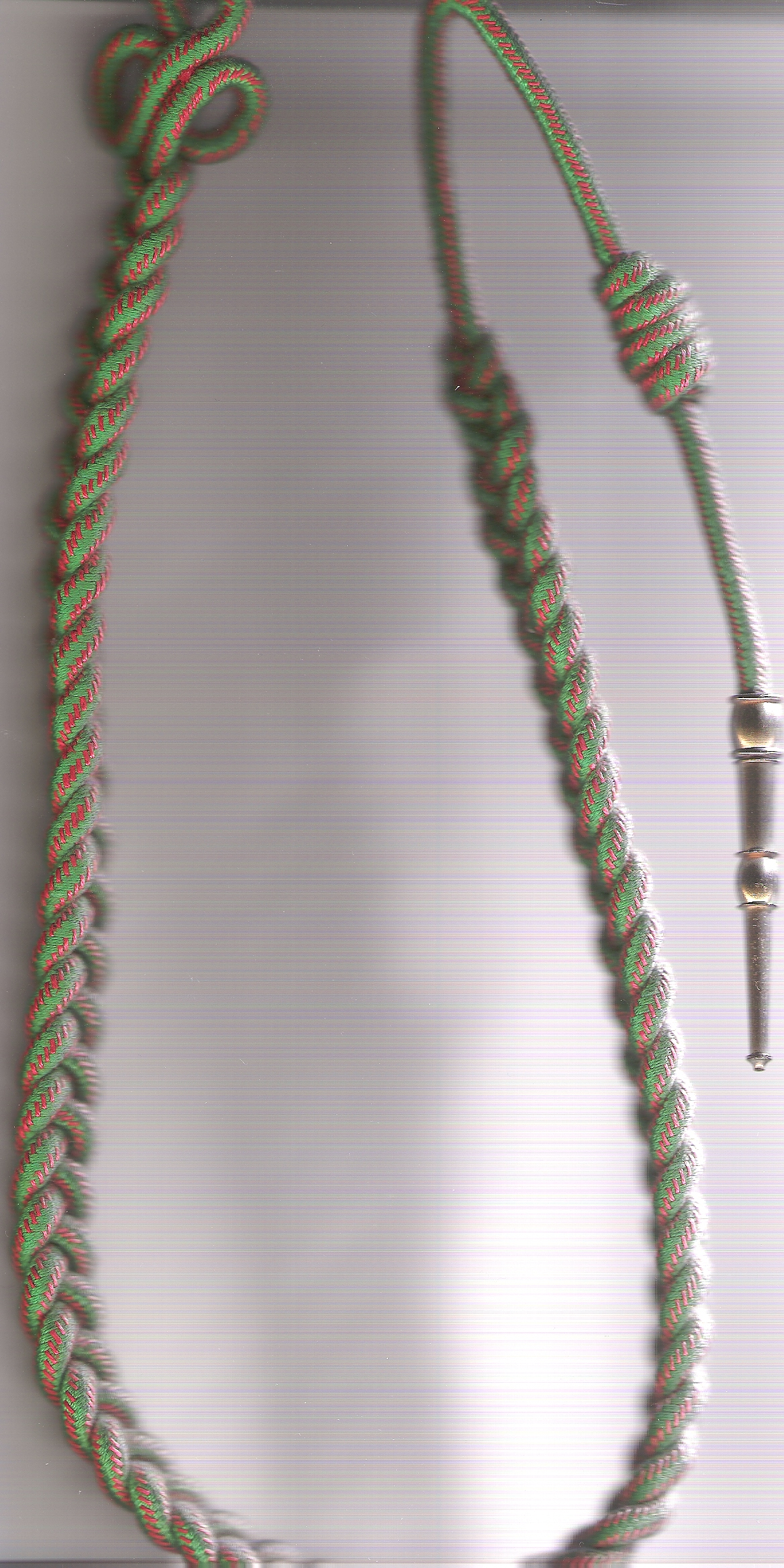
Fourragère